# Мужская сборная Украины по кёрлингу
Мужская сборная Украины по кёрлингу — представляет Украину на международных соревнованиях по кёрлингу. Управляющей организацией выступает Всеукраинская федерация кёрлинга (укр. Всеукраїнська Федерація Кьорлінгу, англ. Ukrainian Curling Federation).
Впервые выступила в турнире группы «C» чемпионата Европы 2021.

## Результаты выступлений

### Чемпионаты Европы
| Год       | М              | И              | В              | П              | Состав (четвёртый/скип, третий, второй, первый, запасной, тренер)                                                      |
| --------- | -------------- | -------------- | -------------- | -------------- | --- |
| 1975—2020 | не участвовали | не участвовали | не участвовали | не участвовали | |
| 2021      | 31             | 9              | 2              | 7              | Mykyta Velychko (скип), Eduard Nikolov, Yaroslav Shchur, Artem Suhak, тренер: Александр Орлов                          |
| 2022      | 25             | 9              | 3              | 6              | Eduard Nikolov (скип), Yaroslav Shchur, Mykyta Velychko, Artem Suhak, тренер: Эркки Лилл                               |
| 2023      | 20             | 7              | 3              | 4              | Eduard Nikolov (скип), Yaroslav Shchur, Artem Suhak, Vladyslav Koval, запасной: Artem Hasynets, тренер: Эркки Лилл     |
| 2024      | 17             | 7              | 4              | 3              | Eduard Nikolov (скип), Yaroslav Shchur, Artem Suhak, Vladyslav Koval, запасной: Artem Hasynets, тренер: Рассел Кейллер |

В чемпионате Европы 2021 сборная Украины выступала в дивизионе «С», в чемпионате Европы 2022, 2023 в дивизионе «B». В колонке Место указаны итоговые позиции команды с учётом общей классификации.

### Универсиады
| Год       | Место          | И              | В              | П              | Состав команды (в порядке: четвёртый, третий, второй, первый, запасной, тренер; скипы выделены полужирным шрифтом) |
| --------- | -------------- | -------------- | -------------- | -------------- | --- |
| 2003-2023 | не участвовали | не участвовали | не участвовали | не участвовали | не участвовали |
| 2025      | 8              | 9              | 3              | 6              | Eduard Nikolov, Yaroslav Shchur, Artem Suhak, Vladyslav Koval, запасной: Artem Hasynets, тренер: Дэвид Рэмзи       |

(источник:)